# Sarkis I (ormiański patriarcha Konstantynopola)
Sarkis I (ur. ?, zm. ?) – w latach 1587–1590 12. ormiański Patriarcha Konstantynopola.